# Frankfurt School of Finance & Management

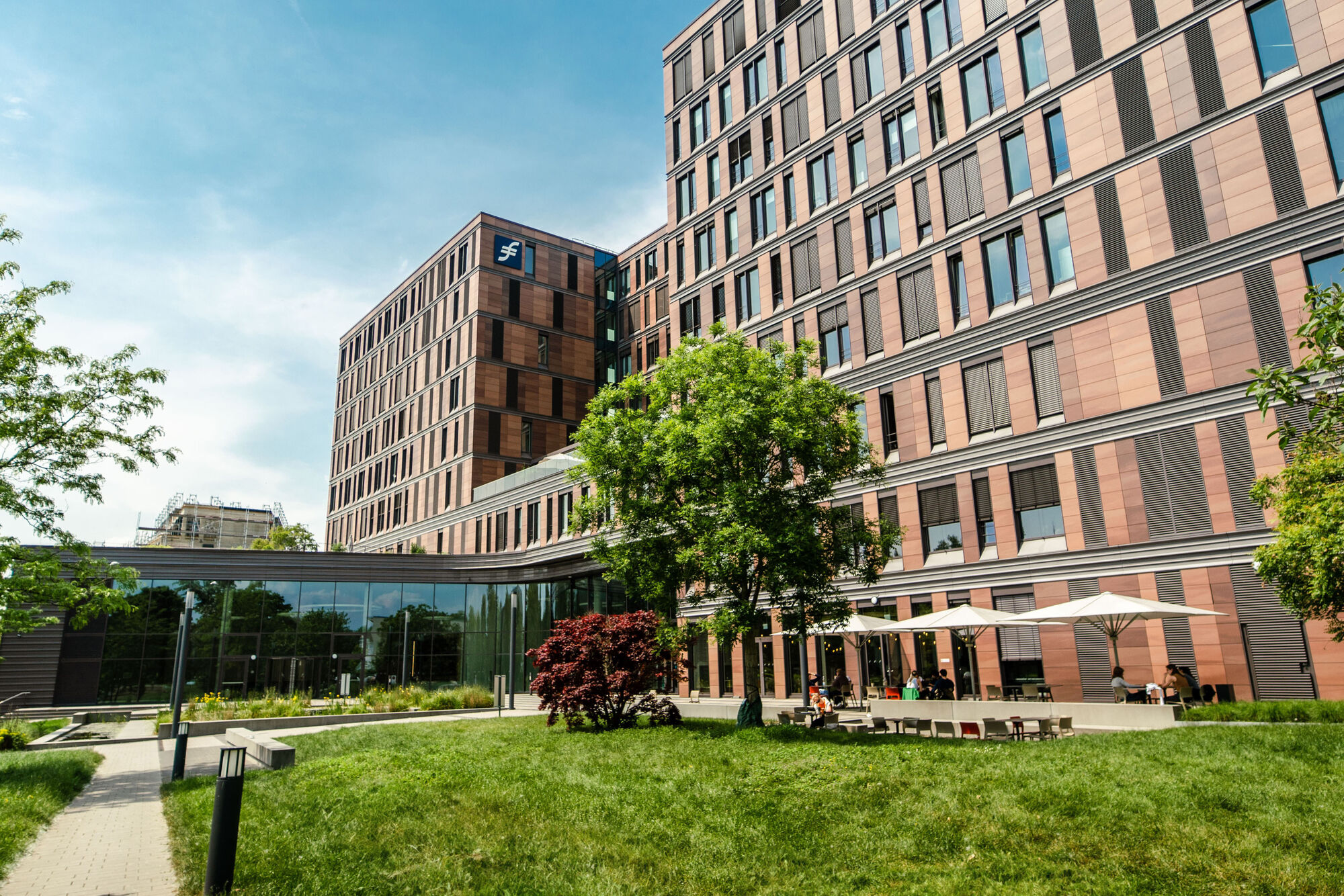
Campus der Frankfurt School of Finance & Management in Frankfurt

Die Frankfurt School of Finance & Management ist eine private, nach hessischem Hochschulgesetz anerkannte Hochschule mit Promotionsrecht. Träger ist die Frankfurt School of Finance & Management Stiftung. In Hamburg unterhält sie einen weiteren Campus in der HafenCity, in München ein Studienzentrum und in Düsseldorf einen weiteren Studienstandort.

## Geschichte
Die Frankfurt School ist aus der Bankakademie e. V. hervorgegangen, die 1957 vom Gabler Verlag in Wiesbaden gegründet wurde. Sie bot zunächst ausschließlich Weiterbildungsprogramme für Bankkaufleute an. Sie steht in der Tradition der 1911 in Berlin gegründeten Bankakademie des „Vereins der Bankbeamten“ und des „Centralverbands des deutschen Bank- und Bankiergewerbes“, die schon damals „wissenschaftlich gebildete Praktiker“ ausbilden wollten. Climate und Sustainable Finance stehen aktuell im Fokus der Mandate.
1966 wurde der Verein mit regionalen Verbänden des privaten Kreditgewerbes und dem Verband der Genossenschaftsbanken aus Mitgliedern neu gegründet, das Bildungsangebot wurde weiterentwickelt. In den frühen 1990er Jahren wurde der Bereich International Advisory Services (IAS) gegründet, der Beratungs- und Bildungsprojekte in Entwicklungs- und Schwellenländern auf der ganzen Welt managt.
1990 wurde die Hochschule für Bankwirtschaft (HfB) gegründet. 1995 schlossen die ersten 35 Studierenden als Diplom-Betriebswirte (FH) ab. Ihr zentrales Alleinstellungsmerkmal war, dass das betriebswirtschaftliche Studium parallel zu einer Berufsausbildung absolviert wurde oder, falls die Studenten bereits eine Ausbildung abgeschlossen hatten, parallel zu einer Teilzeitberufstätigkeit studiert wurde. Auch ein Auslandssemester und -praktikum waren von Anfang an obligatorisch. Im Jahr 2004 erhielt die Hochschule das Promotionsrecht.
Am 17. Januar 2007 gingen alle Geschäftsfelder der Bankakademie, also auch die HfB, in der Frankfurt School of Finance & Management auf. Seit Januar 2008 ist die Frankfurt School of Finance & Management eine gemeinnützige GmbH, die von der gleichnamigen Stiftung getragen wird.
Die Frankfurt School ist zum Wintersemester 2017/18 auf ihren neuen Campus an der Adickesallee im Frankfurter Nordend umgezogen. Der Neubau entstand 2014 bis 2017 auf dem Gelände der ehemaligen Oberfinanzdirektion Frankfurt am Main.

## Akkreditierungen
Die Frankfurt School ist nach Hessischem Hochschulgesetz anerkannt und damit sind auch die akademischen Grade, die sie ihren Absolventen verleiht, anerkannt.
Sie ist eine von vier deutschen Hochschulen, die von AACSB, AMBA sowie EQUIS akkreditiert wurden und gehört damit zum Kreis der Triple Crown akkreditierten Business Schools. Außerdem ist die Frankfurt School von der Stiftung Akkreditierungsrat akkreditiert.
2015 erhielt sie vorerst das befristete Promotionsrecht. Im selben Jahr akkreditierte sie der Wissenschaftsrat für weitere fünf Jahre als eine Hochschule, die einer Universität gleichzustellen ist. Zum Ende des Jahres 2016 hat das Hessische Ministerium für Wissenschaft und Kunst die Entfristung des Promotionsrechts für die Frankfurt School ausgesprochen.
Im Jahr 2022 akkreditierte der Wissenschaftsrat die Frankfurt School für weitere fünf Jahre.

## Weitere Angaben

### Zulassungsverfahren
Bei der Frankfurt School gibt es keinen Numerus clausus (NC). Zur Zulassung wird ein zweistufiges Bewerbungsverfahren durchgeführt. Auf die schriftliche Bewerbung erfolgt ein Assessment-Center, welches in deutscher oder englischer Sprache durchgeführt wird. Das Assessment-Center für die Bachelor-Programme besteht aus einem Mathematik-Test, kognitiven Tests sowie einem persönlichen Interview. Auch Englisch-Sprachkenntnisse werden überprüft.

### Erscheinungsbild und Logo

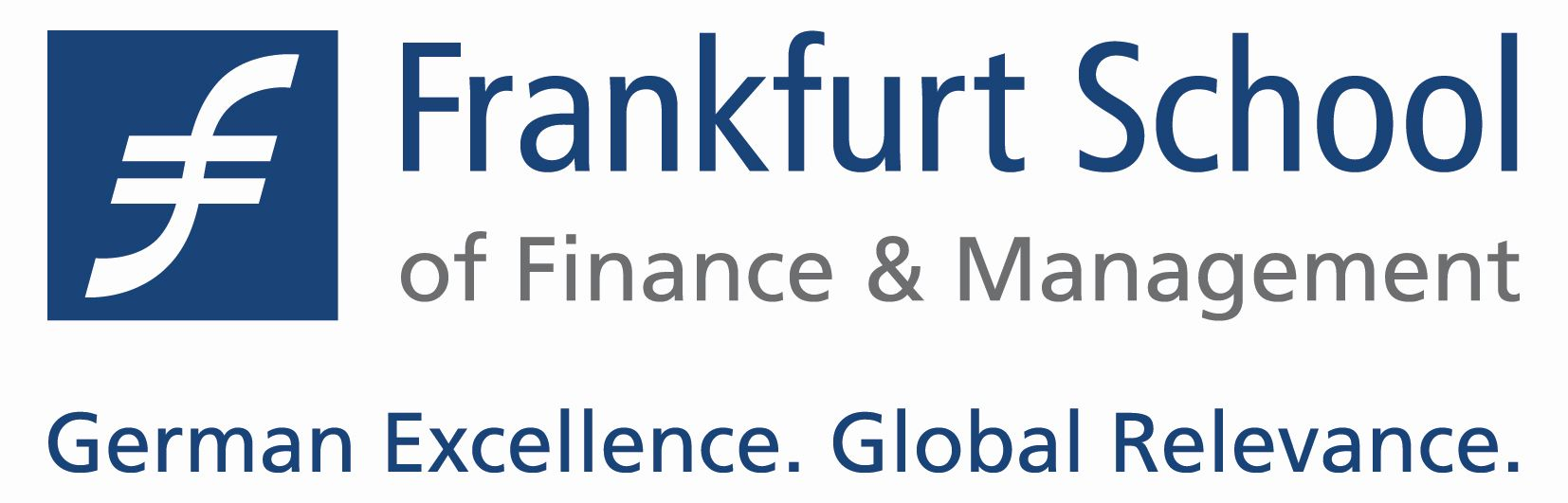
Das neue Logo

Das Logo ist ein artifizielles Signet, in dem sich neben Anklängen an die Währungszeichen Dollar, Euro, Yen und Pfund auch die mathematisch-wissenschaftlichen Zeichen für gleich/ungleich und unendlich erkennen lassen. Die Farben waren ursprünglich dunkelblau (die Farbe der Bankakademie) und gelb-orange (ehemals HfB).

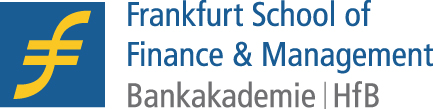
Das alte Logo

Durch die Frankfurter Kommunikationsagentur Maleki Group wurde am 30. März 2007 ein Widerspruch gegen die Marke mit dem Versuch eingereicht, der Frankfurt School of Finance & Management die Verwendung der Namensbestandteile „Frankfurt“ und „Finance“, des Logos und der Farbkombination blau/gelb zu untersagen.
Vor dem Landgericht Frankfurt am Main wurde durch den Vorsitzenden Richter Kästner am 10. November 2009 in einem öffentlichen Gütetermin dargelegt, dass eine Zeichenähnlichkeit nicht gegeben ist. Hinsichtlich der Farbkombination wurde zu einem Vergleich geraten, in dem die Frankfurt School auf die Gelbtöne im Logo verzichtet. Die Frankfurt School nutzt seit 30. August 2010 in der farblichen Gestaltung des Logos die Kombination blau/weiß.
Seit 1. September 2015 verfügt die Frankfurt School of Finance & Management über ein neues Logo. Hierbei ist der Zusatz „Bankakademie/HfB“ weggefallen und durch das Motto „German Excellence. Global Relevance.“ ersetzt worden.

### Befristetes Promotionsrecht
Die Frankfurt School hat seit 2005 ein Promotionsprogramm, das mit dem akademischen Grad Dr. rer. pol. abschließt. Das Promotionsrecht wurde zunächst befristet bis zum 31. Dezember 2010 verliehen, die Befristung wurde einmalig um fünf Jahre verlängert. Das Promotionsrecht der Privatschule ist nicht unumstritten. So bemerkte der Wissenschaftsrat in einer Stellungnahme aus dem Jahr 2010 zur Akkreditierung, die Frankfurt School habe „erst sehr spät energische Schritte eingeleitet, um das ihr befristet verliehene Promotionsrecht durch adäquate Forschungsleistungen zu untermauern.“ und nahm das befristet verliehene Promotionsrecht ausdrücklich von der für zehn Jahre ausgesprochenen Akkreditierung aus. Laut Wissenschaftsrat hatte die Frankfurt School es versäumt, die institutionellen und infrastrukturellen Voraussetzungen für ein Forschungsumfeld zu schaffen. Daher sieht er „gegenwärtig keine ausreichende wissenschaftliche Basis, um eine Entfristung oder weitere Verlängerung des bislang befristet verliehenen Promotionsrechts für die Frankfurt School zu empfehlen.“ Nach Plagiatsvorwürfen wurde dem ersten Absolventen, der im Jahr 2007 an der Frankfurt School promoviert wurde, der Doktorgrad wieder entzogen. In einer erneuten Prüfung des Promotionsrechts stellt der Wissenschaftsrat im Jahr 2015 fest, dass „die Frankfurt School den wissenschaftlichen Maßstäben einer Hochschule, die einer Universität gleichzustellen ist, […] entspricht. Der Wissenschaftsrat empfiehlt dem Land Hessen daher, das bestehende Promotionsrecht der Frankfurt School zu verlängern.“ Auf der Basis des Gutachtens des Wissenschaftsrats im Rahmen des sogenannten „Kompaktverfahren Promotionsrecht“ hat das Hessische Ministerium für Wissenschaft und Kunst zum Ende des Jahres 2016 endgültig die „Entfristung“ des Promotionsrechts für die Frankfurt School ausgesprochen.
Aktuell besteht die Fakultät aus etwa 80 Professorinnen und Professoren und gehört damit zu den forschungsstärksten Institutionen in Betriebswirtschaftslehre in Deutschland. Im jüngsten Top 100 Business School Research Rankings der University of Texas at Dallas (UTD) liegt sie bezüglich der Anzahl der UTD-Publikationen auf Platz eins in Deutschland und auf Augenhöhe mit den 100 forschungsstärksten Hochschulen weltweit.

### Forschung und Fakultät
Die Frankfurt School of Finance & Management zählt zu den größten deutschen wirtschaftswissenschaftlichen Fakultäten.
Aktuell lehren etwa 80 Professoren in den fünf Departments: Finance, Management, Computational Science & Philosophy, Economics & Law und Accounting. Sie bilden die Organisationseinheiten der Fakultät. In insgesamt elf Forschungszentren werden spezifische Forschungsschwerpunkte fächer- und departmentübergreifend gebündelt.
Die Forschungsergebnisse der Frankfurt School of Finance & Management kommen in führenden Unternehmen, der Finanzdienstleistungsbranche, der Politik und der Entwicklungszusammenarbeit zum Einsatz.
Außerdem gehört die Frankfurt School zu den forschungsstärksten Institutionen in Betriebswirtschaftslehre in Deutschland. Im jüngsten Top 100 Business School Research Rankings der University of Texas at Dallas (UTD) liegt sie bezüglich der Anzahl der UTD-Publikationen auf Platz eins in Deutschland und auf Augenhöhe mit den 100 forschungsstärksten Hochschulen weltweit.

## Abschneiden in Hochschulrankings
Im Hochschulranking der Wirtschaftswoche belegte die Frankfurt School of Finance & Management unter den Universitäten, an denen man Betriebswirtschaftslehre studierenden kann, Platz 3. Außerdem ist sie in diesem Ranking wiederholt die beste private Wirtschaftshochschule in Deutschland.
Im Hochschulranking der Financial Times belegte die Hochschule 2024 den 41. Platz unter den europäischen Wirtschaftshochschulen.
In zahlreichen studiengangspezifischen Rankings bewegt sich die Hochschule in den Top 100 weltweit. Beispielsweise belegt sie im aktuellen European Business School Ranking der Financial Times (FT) Platz 26, im Times Higher Education Global University Employability Ranking ist sie als beste deutsche Business School gelistet. Zudem hat die FT den Master in Management der Frankfurt School aktuell weltweit auf Platz 37 gerankt und den Master of Finance auf Platz 38.

## Bekannte Professoren
Forschung und Fakultät
- Horst Löchel, Economics
- Philipp Sandner, Economics[30], verstorben am 16. Januar 2024
- Roland Koch, ehemaliger Ministerpräsident, Hessen (1999–2010)
- Sascha Steffen, Finance
- Udo Steffens, ehemals President & CEO der Frankfurt School of Finance & Management
- Matthias D. Mahlendorf, Accounting
- Olaf Stotz, Finance
- Michael Grote, Finance
- Ronald Gleich, Accounting
- Jan Nagler, Computer Science
- Julia Redenius-Hövermann, Law
- Emanuel Mönch, Finance
- Jens Weidmann, Finance
- Kerstin Hennig, Real Estate
- Afschin Gandjour, Health Management
- Rainer Hegselmann, Philosophie[31]
- Benjamin Born, Economics
- Ulf Moslener, Finance
- Claus Rerup, Management[32]
- Selin Atalay, Marketing
- Gregory Wheeler, Computer Science & Philosophy

## Bekannte Absolventen
- Alexander Doll, Vorsitzender des Aufsichtsrats der Lincoln International AG
- Christian Sewing, Vorstandsvorsitzender Deutsche Bank
- Daniela Schmitt, FDP, Wirtschaftsministerin von Rheinland-Pfalz im Kabinett Dreyer III
- Sönke Rothenberger, Olympiasieger Dressur
- Jörg Hessenmüller, COO Standard Chartered Bank
- Sascha Klaus	CEO, Berlin Hyp
- Michael Kotzbauer, Mitglied des Vorstands, Commerzbank
- Julian Collin, Director Growth & General Manager International Markets, Trade Republic / Forbes 30 under 30[33]
- Elena von Metzler, Aufsichtsrätin Bankhaus Metzler
- Nina Duft, Vorstandsmitglied / Member of the board, Janitos Versicherung
- Christian Zahn, Partner, McKinsey & Company
- Dr. Daniel Drummer, CFO Auxmoney
- Benjamin Michel	Co-Founder & Digital Pioneer, Finanzguru by dwins[34]
- Paul von Preußen, Co-Founder/GenZ-Speaker, DIGITAL8 – The Digital Native Network[35]
- Maximilian von Kempis, CFO & COO / Managing Director (Geschäftsführer) Van Laack
- Mathias Kiep, CFO  TUI Group
- Eric Reutemann, General Manager / Geschäftsführer Frankfurt Galaxy[36]
- Anke Schaks, Vorstand ERGO Deutschland
- Eliomaria Narducci, CEO Italian Chamber of Commerce for Germany
- Alice Neumann, Managing Director, Deutsche Bank New York
- Karl Werner, Managing Director & Partner BCG Zurich
- Chris Burkhardt, CEO and Member of the Board Investors S.A. Luxembourg
- Henner Böttcher, CFO CLAAS Gruppe
- Prof. Dr. Daniel Blaseg, Assistant Professor of Entrepreneurship an der Esade Business School

## Belege
1. ↑  Hochschulen in Hessen | Hessisches Ministerium für Wissenschaft und Kunst. Archiviert vom Original (nicht mehr online verfügbar) am 22. Juli 2021; abgerufen am 14. Juli 2021.  Info: Der Archivlink wurde automatisch eingesetzt und noch nicht geprüft. Bitte prüfe Original- und Archivlink gemäß Anleitung und entferne dann diesen Hinweis.
2. ↑  Organisation und Governance. Abgerufen am 14. Juli 2021.
3. ↑  Fakten & Geschichte | Frankfurt School. Abgerufen am 14. Juli 2021.
4. ↑  Frankfurt School of Finance & Management: Berufsbegleitender Bachelor (BA) – Unsere Studienstandorte. Abgerufen am 20. Mai 2022.
5. ↑  Jan Greitens: Alfred Lansburgh (1872–1937) und "Die Bank". In: S. 22. Abgerufen am 5. September 2021.
6. ↑  Bachelor-Programme. Abgerufen am 14. Juli 2021.
7. ↑  AACSB International (AACSB). Abgerufen am 2. Juli 2024.
8. ↑  The Association of MBAs. Abgerufen am 2. Juli 2024.
9. ↑  Frankfurt School wird von EQUIS für fünf Jahre reakkreditiert. Abgerufen am 29. Juni 2021.
10. ↑  Wissenschaftsrat: Stellungnahme zur Akkreditierung (Promotionsrecht) der Frankfurt School of Finance & Management, Frankfurt a. M. (PDF) Wissenschaftsrat, 16. Oktober 2015, abgerufen am 29. Juni 2021.
11. ↑  Liste der abgeschlossenen Akkreditierungsverfahren (Stand: April 2024). Wissenschaftsrat, abgerufen am 15. Juli 2024.
12. ↑  Bewerbung & Assessment Center | Frankfurt School. Abgerufen am 3. März 2021.
13. ↑  LG Frankfurt 2-18 O 35/09.
14. ↑  Wortbildmarke der Frankfurt School of Finance & Management (Memento vom 6. August 2012 im Internet Archive)
15. ↑  Melanie Welters: Promotionsrecht verlängert. In: Journal Frankfurt. 25. Januar 2011, abgerufen am 14. September 2013.
16. ↑  Stellungnahme zur Akkreditierung der Frankfurt School of Finance & Management (PDF; 297 kB), Wissenschaftsrat, S. 12 und S. 10, abgerufen am 14. Dezember 2012.
17. ↑  Stellungnahme zur Akkreditierung der Frankfurt School of Finance & Management (PDF; 297 kB), Wissenschaftsrat, S. 11, abgerufen am 14. Dezember 2012.
18. ↑  Jahresbericht 2007 (Memento vom 4. September 2014 im Internet Archive) (PDF) Management Research Centre, Frankfurt School of Finance & Management, S. 2.
19. ↑  Frankfurt School entzieht Doktorgrad – Mh/Pressespiegel 17. Oktober 2012. Frankfurter Allgemeine Zeitung, 17. Oktober 2012, abgerufen am 14. September 2013 (Ausgabe Nr. 242, S. 33).
20. ↑  Wissenschaftsrat: Stellungnahme zur Akkreditierung (Promotionsrecht) der Frankfurt School of Finance & Management, Frankfurt am Main. (PDF) 16. Oktober 2015, abgerufen am 9. Februar 2017.
21. ↑  Rankings by Journal. Abgerufen am 3. Juli 2024.
22. ↑  Rankings by Journal. Abgerufen am 3. Juli 2024.
23. ↑  Das sind die besten Unis und FHs für BWL-Studenten. Abgerufen am 2. Juli 2024.
24. ↑  European Business School Rankings 2024 - Business school rankings from the Financial Times - FT.com. Abgerufen am 23. April 2025.
25. ↑  Rankings. In: Frankfurt School. Abgerufen am 3. Juli 2024.
26. ↑  European Business School Rankings 2023. Abgerufen am 2. Juli 2024.
27. ↑  MGraduate employability: top universities in Germany ranked by employers 2023-24. Abgerufen am 3. Juli 2024.
28. ↑  Masters in Management 2023. Abgerufen am 2. Juli 2024.
29. ↑  Masters in Finance pre-experience 2024. Abgerufen am 2. Juli 2024.
30. ↑  Philipp Sandner gehört zu den wichtigsten Ökonomen. Abgerufen am 22. September 2019.
31. ↑  Prof. Dr. Rainer Hegselmann | Frankfurt School. Abgerufen am 23. September 2023.
32. ↑  Claus Rerup übernimmt Amt an der Frankfurt School. Abgerufen am 2. Juli 2024.
33. ↑  Julian Collin. Abgerufen am 2. Juli 2024.
34. ↑  „Viele Menschen haben wenig Lust, sich mit ihren Finanzen zu beschäftigen“. Abgerufen am 2. Juli 2024.
35. ↑  "Ich hasse nichts mehr als abgehobene Menschen". Abgerufen am 2. Juli 2024.
36. ↑  Frankfurt Galaxy mit neuem Führungsteam. Abgerufen am 2. Juli 2024.

Koordinaten: 50° 7′ 58″ N, 8° 40′ 49″ O